# Panaxia lutea
Panaxia lutea là một loài bướm đêm thuộc phân họ Arctiinae, họ Erebidae.